# Burnham Park (Chicago)
El Burnham Park es un parque público situado en Chicago, Cook County, Illinois, Estados Unidos. De 9'66 kilómetros de largo y con una superficie de 2'4 kilómetros ² el parque es propiedad de Chicago Park District y conecta el Grant Park con el Jackson Park a lo largo de la orilla del Lago Míchigan. Fue llamado Burnham Park en honro al arquitecto y urbanista Daniel Burnham en 1927.